# As Mamas
As Mamas é uma elevação de São Tomé e Príncipe, localizada a Sul da ilha do Príncipe. Esta formação geológica eleva-se a 450 metros acima do nível do mar. Encontra-se nas proximidades da formação da Mesa e da formação geológica da Bariga Branca.